# Ueno (Mie)
Ueno (上野市?, Ueno-shi) è stata una città della prefettura di Mie, in Giappone. Fondata nel 1941, il 1º novembre 2004 la municipalità di Ueno è stata soppressa e fusa con altri centri per formare la città di Iga.
Nel 2003 la città aveva una popolazione di 61 753 abitanti ed una densità di 316,26 persone per km². L'area totale era di 195,26 km².
Le attrazioni principali di Ueno sono il Castello di Iga-Ueno e il Museo Ninja di Iga.
| Controllo di autorità | VIAF (EN) 254103279 · NDL (EN, JA) 00264426 |